# Jairos

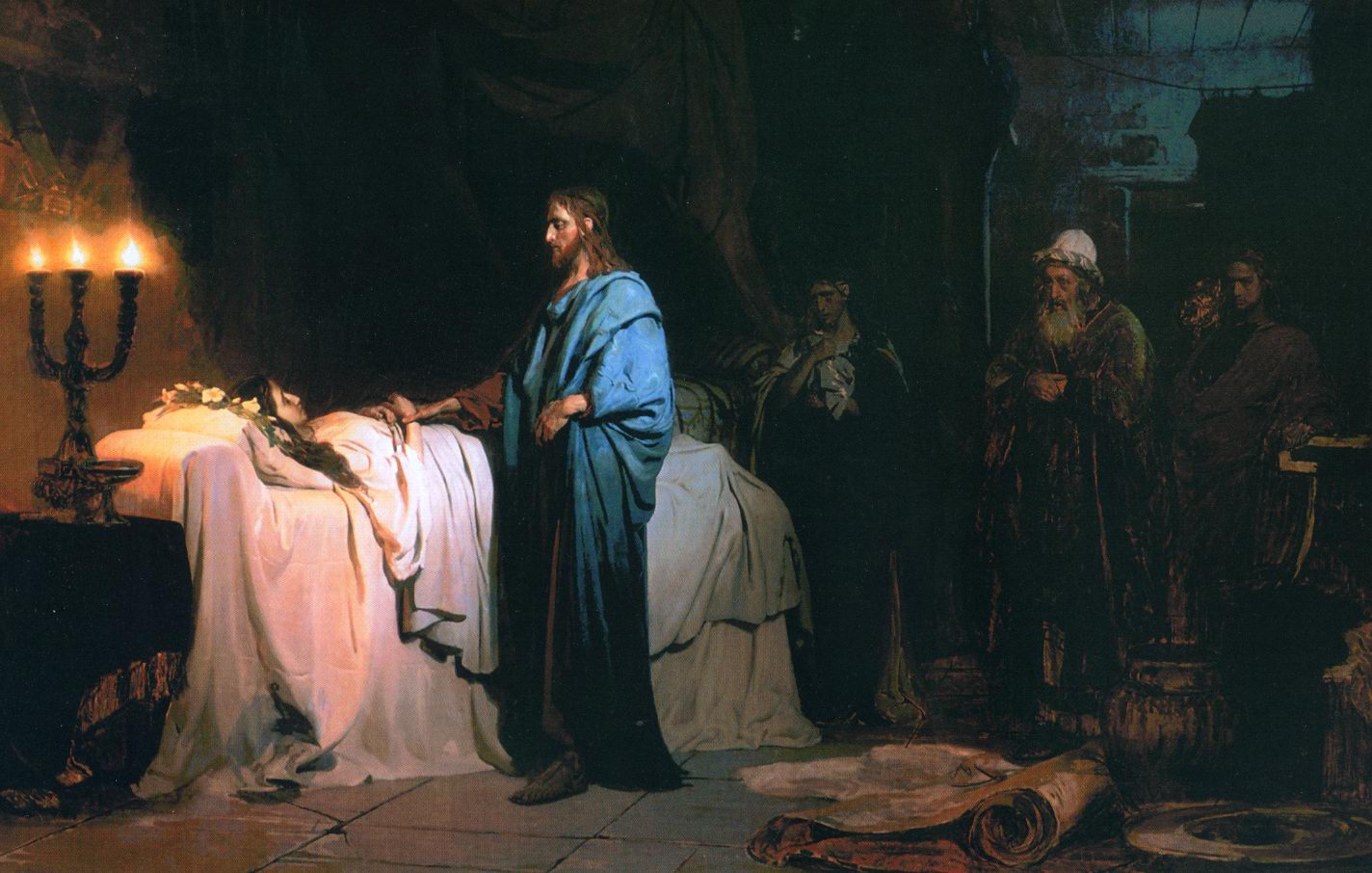
Jesus uppväcker Jairos dotter från de döda i en målning från 1871 av Ilja Repin.

Jairos, eller Jairus, var en synagogföreståndare i Kafarnaum, vars döda dotter uppväcktes av Jesus enligt Markusevangeliet 5:35-53, Matteusevangeliet 9:18-26 och Lukasevangeliet 8:49-56.